# Полемическая литература Речи Посполитой

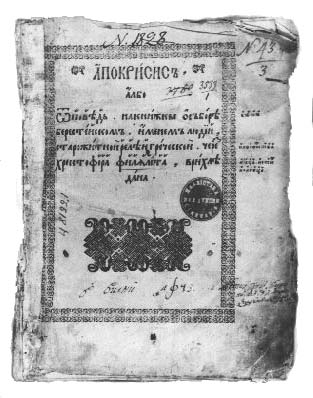
Страница «Апокрисиса» (1598)

Полеми́ческая литерату́ра (от греч. πολεμικός — воинственный) — публицистическая литература Речи Посполитой XVI — первой половины XVII веков, в которой поднимались острые социально-политические, догматические и историко-культурные вопросы. Была представлена полемическими трактатами, рассуждениями, памфлетами, апологиями, воззваниями и другими рукописными и печатными произведениями на церковнославянском, западнорусском, польском и латинском языках.

## История развития
Начало литературной полемике было положено выходом в 1566 году книги краковского профессора-иезуита Бенедикта Гербеста (ок. 1531—1598) Wypisanie drodi («Описание дороги»), где он рассказывал о посещении города Львова и других городов Русского воеводства и выражал надежду на скорую унию католической и православной церквей на условиях Ферраро-Флорентийского собора. Гербест приводил текст найденной в львовских архивах грамоты 1443 года короля польского Владислава III, адресованной принявшему унию православному духовенству. Ссылаясь на этот документ, он призывал униатское духовенство больше работать с православными, «чтобы мы в русинскую, а русы в нашу церковь в единстве веры и подчинения могли ходить».
В дальнейшем бурное развитие полемической литературы было связано с Люблинской унией 1569 года и Брестской церковной унией 1596 года. Толчком для развития полемической литературы стала книга польского публициста-иезуита Петра Скарги O jedności kościoła Bożego («О единстве церкви Божьей»), изданная в Вильне в 1577 году. В ней Скарга попытался обосновать идею объединения римско-католической и восточно-православной церквей. В противовес книге Скарги вышел «Эктезис», направленный против Брестской унии.
Полемическая литература стала средством идеологической борьбы между православным, униатским и католическим духовенством. Среди православных политических, церковных и литературных деятелей не было единой позиции относительно происходящих событий. Так, среди сторонников православия уния породила тревогу и вызвала целую волну протестов в виде полемических трактатов и памфлетов.
В ответ на книгу Скарги появились анонимные произведения «Послание до латын из их же книг» и «На богомерзкую, на поганую латину, которые папежи хто что в них вымыслили в их поганой вере, сказание о том». Первое произведение написано не позднее 1582 года монахами Супрасльского монастыря и сохранилось в нескольких списках. В нём использованы католические хроники, произведения латинских теологов и другие сочинения. Вопреки Скарге, называвшему римских пап духовными пастырями и наместниками Бога на земле, здесь они представлены лицемерами и корыстолюбцами.
Второе анонимное произведение также написано на западнорусском языке в Супрасльском монастыре. Неизвестный автор перечисляет нововведения 25 римских пап, при этом используя в качестве эталона состояние современной ему православной церкви в Речи Посполитой; он отмечает, что только восточная церковь осталась неизменной на протяжении столетий. Выступая против «поганой латины», он защищает культуру и язык православных Речи Посполитой. В качестве источников использованы произведения римских авторов Плотина и Грациана.
Первым неанонимным произведением стала книга Герасима Смотрицкого «Ключ царства Небесного» с приложением «Календарь римский новый» (1587). «Календарь римский новый» Смотрицкого «соревнуется» за независимость «русской веры» с иезуитом Гербестом, критикует католическое учение о божественном происхождении папской власти и отвергает григорианский календарь. Смотрицкий не всегда придерживался только теологических аргументов, он часто использовал юмор с присказками и пословицами. Сочинение было написано на близком к народу языке и потому стало доступным широким массам.
Появились произведения Христофора Филалета, Ивана Вишенского, Стефана Зизания, Мелетия Смотрицкого, Захарии Копыстенского, Михаила Андреллы и других. В частности, «Апокрисис» («Ответ»), изданный в Остроге на польском в 1597 году и западнорусском в 1598 году, написанный Христофором Филалетом в ответ Петру Жалобе, гневно выступает против политики папства, охарактеризованной автором как «коварная», и действий верхушки малорусского духовенства, названных предательскими. Также автор предостерегает, что польско-шляхетская политика национального и религиозного угнетения православного населения может вызвать народное восстание. «Апокрисис» имел большую популярность в Малой Руси и Беларуси[уточнить].
Также была популярна книга Мелетия Смотрицкого на польском языке «Фринос…» (1610), написанная по следам религиозного погрома 1609 года, учиненного униатским митрополитом Ипатием Потеем над православными в Вильне. Король Сигизмунд III Ваза приказал уничтожить это произведение и привлечь автора к ответственности. Спустя 10 лет Смотрицкий пересмотрел свои взгляды и перешёл в униатство, осудив прежнюю литературную деятельность.
Один из организаторов Брестской унии киевский митрополит Ипатий Потей выпустил несколько полемических произведений на западнорусском и польском языках: «Уния…» (1595), «Разговор берестянина с братчиком» (1603). Другой сторонник униатства полоцкий архиепископ Иосафат Кунцевич, убитый ненавидевшими его православными горожанами Витебска, отметился в полемике сочинениями «О подделке писем богословских…», «Правила для униатских пресвитеров», «Катехизис» и шестью статьями в книге Л. Кревзы «Защита единства…».
Весьма активно полемизировал с православными публицистами униатский митрополит, автор проекта униатских школ, Иосиф Вельямин Рутский, выпустив в 1621 году ряд произведений на польском языке: «Двойная вина», «Письмо к монахам виленского монастыря св. Духа», «Критика обороны», в которых отстаивал интересы иезуитов на восточнославянских землях, враждебно характеризовал Русское государство и пропагандировал католичество. Рутский после 1620и года стал писать королю польскому обличительные письма, упрекая православных иерархов, обвиняя их в измене, оскорблении короля и других преступлениях. Требовал распустить православные братства.
В антиуниатской православной полемической литературе выделяют три периода развития: до 1596 года — отвержение православными писателями самой идеи церковной унии, развенчание святости папы римского; до 1620 года — когда Брестская уния 1596 стала фактом, — показ её незаконного характера, насилие над традициями, обличение двурушничества своекорыстной политики православных иерархов-ренегатов; до войны 1648—1654, когда полемика практически исчерпала себя, — юридическое обоснование правомерности своей митрополии.
При этом православные полемисты не ограничивались вопросом распространения католицизма. В своей полемике они требовали реформирования самой православной церкви, коллективного управления её делами, высмеивали отсталость и консерватизм православных иерархов. Кроме того, поднимались и социально-политические темы: неравноправие людей, эксплуатация человека человеком и одного народа другим. Особый полемический пафос выделяет произведения Иоанна Вишенского. Например, в «Послании к епископам» он обличает духовенство как стяжателей, забывших Бога. Единственным способом спасения человека от эгоизма и жестокости мира он считал монашество. Сам Вышенский уехал в Грецию и стал монахом-отшельником в одной из святых пещер на горе Афон.
Полемическая литература, будучи важной вехой в развитии литературы, активизировала и обогатила её новыми жанрами, новыми образно-изобразительными средствами. Риторический опыт, приобретённый западнорусскими православными деятелями в диспутах с католиками и униатами, а также сопряжённый с этим процессом новый просветительский импульс, повлиял также после Переяславских соглашений на Русскую православную церковь и стал одним из факторов церковных реформ патриарха Никона.